# Boucanier

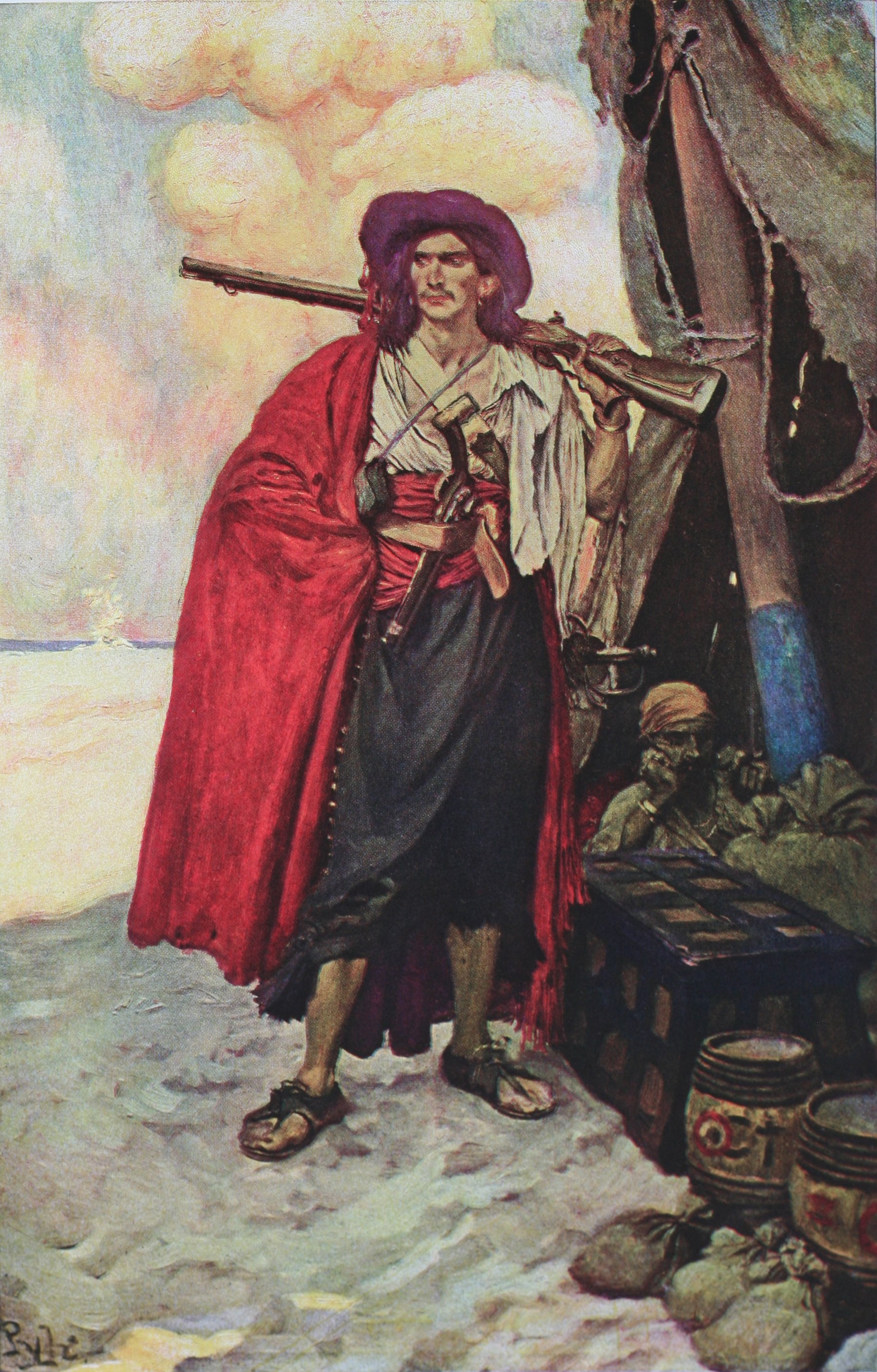
Un boucanier imaginé sous le titre Buccaneer of the Caribbean dans le livre de Howard Pyle, Howard Pyle's Book of Pirates.

Un boucanier (de boucan, gril ou claie de bois sur laquelle on fumait la viande ou le poisson, terme issu d'un dialecte des indigènes des Caraïbes, du tupi « grille en bois servant au fumage ») est à l'origine un coureur des bois de Saint-Domingue qui chassait les bœufs sauvages pour en boucaner la viande, c'est-à-dire la sécher à la fumée sur le boucan. Par extension, le terme de boucanier a désigné un écumeur de mer, un pirate, après que les boucaniers se sont associés aux flibustiers sous le vocable de « Frères de la côte ». Il s'agissait alors d'aventuriers, corsaires ou pirates, qui vivaient essentiellement du produit de leur chasse et de contrebande.

## Étymologie
Boucanier : de boucan, gril ou claie de bois sur laquelle la viande ou le poisson était fumé, terme issu d'un dialecte des indigènes des Caraïbes, du tupi « grille en bois servant au fumage ».
D'autres mots antillais subsistent de cette langue, comme le mot « caye ».

## Origines
Selon La Voile noire des pirates : « Installés en petites communautés autonomes, principalement à Saint-Domingue et sur l’île de la Tortue, les boucaniers vivaient de la chasse du bœuf et du cochon sauvages, dont ils fumaient la viande et vendaient les peaux. Constituées de marins déserteurs, de naufragés, de colons appauvris, d’engagés, de renégats, d’esclaves en fuite et de flibustiers fatigués de la course, ces communautés cosmopolites apparurent dès 1630 sur Saint-Domingue. » Elles profitèrent de la décision de l’Espagne d’abandonner, en 1606, les côtes nord et ouest de l’île pour en supprimer les trafics des nations étrangères sur son « territoire ». Particulièrement redoutables, les boucaniers poussèrent l'Espagne à se doter de soldats spécialement chargés de les combattre, les lanceros.
Reprenant à leur compte les techniques des Indiens pour fumer et griller la viande, les boucaniers la faisaient cuire en fines lanières sur un gril de bois (le « boucan ») fait de claies de branches échafaudées au-dessus d’un feu de bois vert, de feuilles et de plantes odorantes. Cette forme de cuisson fumée permettait une excellente conservation de la viande. Quant aux peaux, arrosées de gros sel, elles séchaient rapidement au soleil.

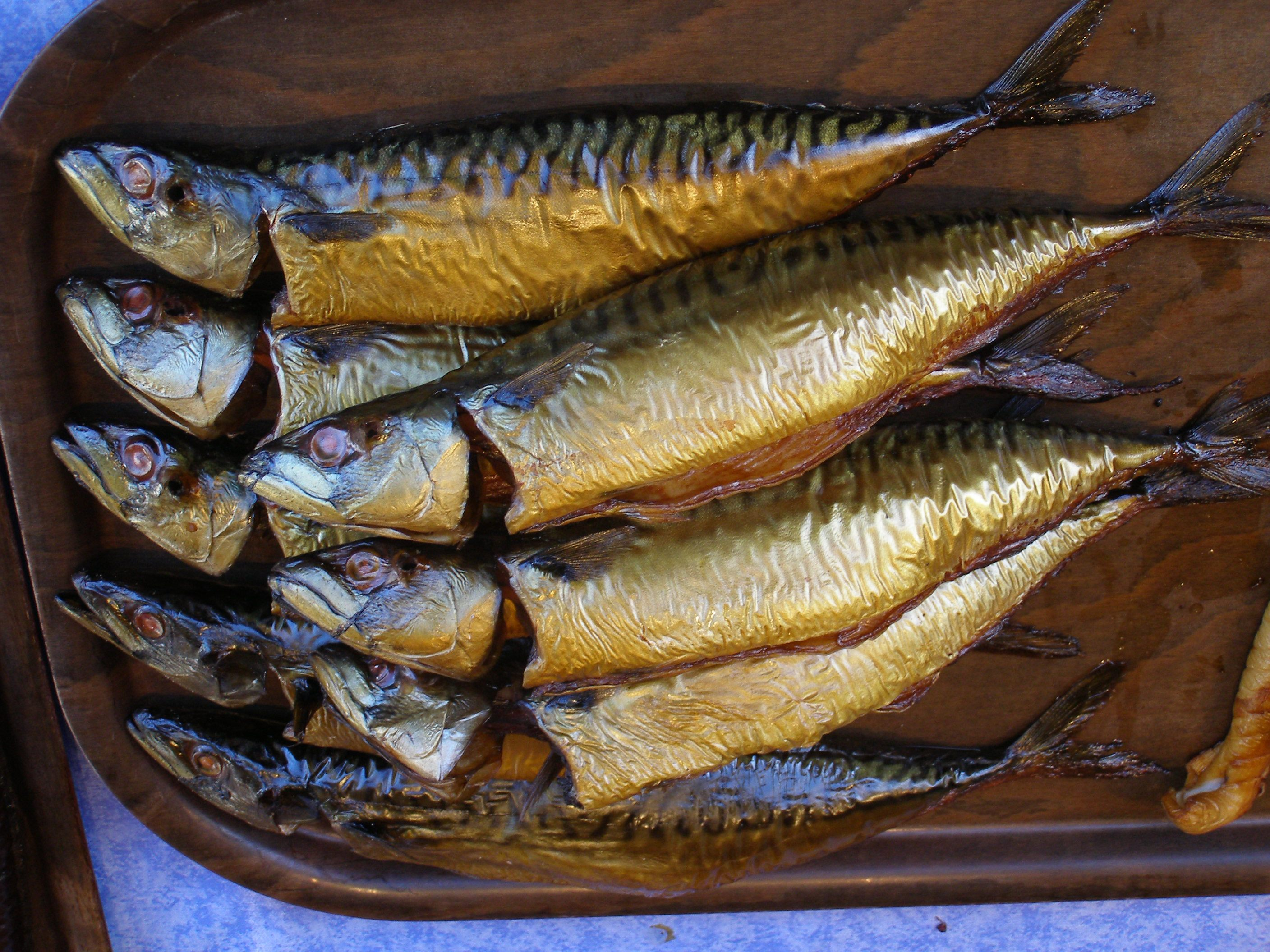
Poissons boucanés.
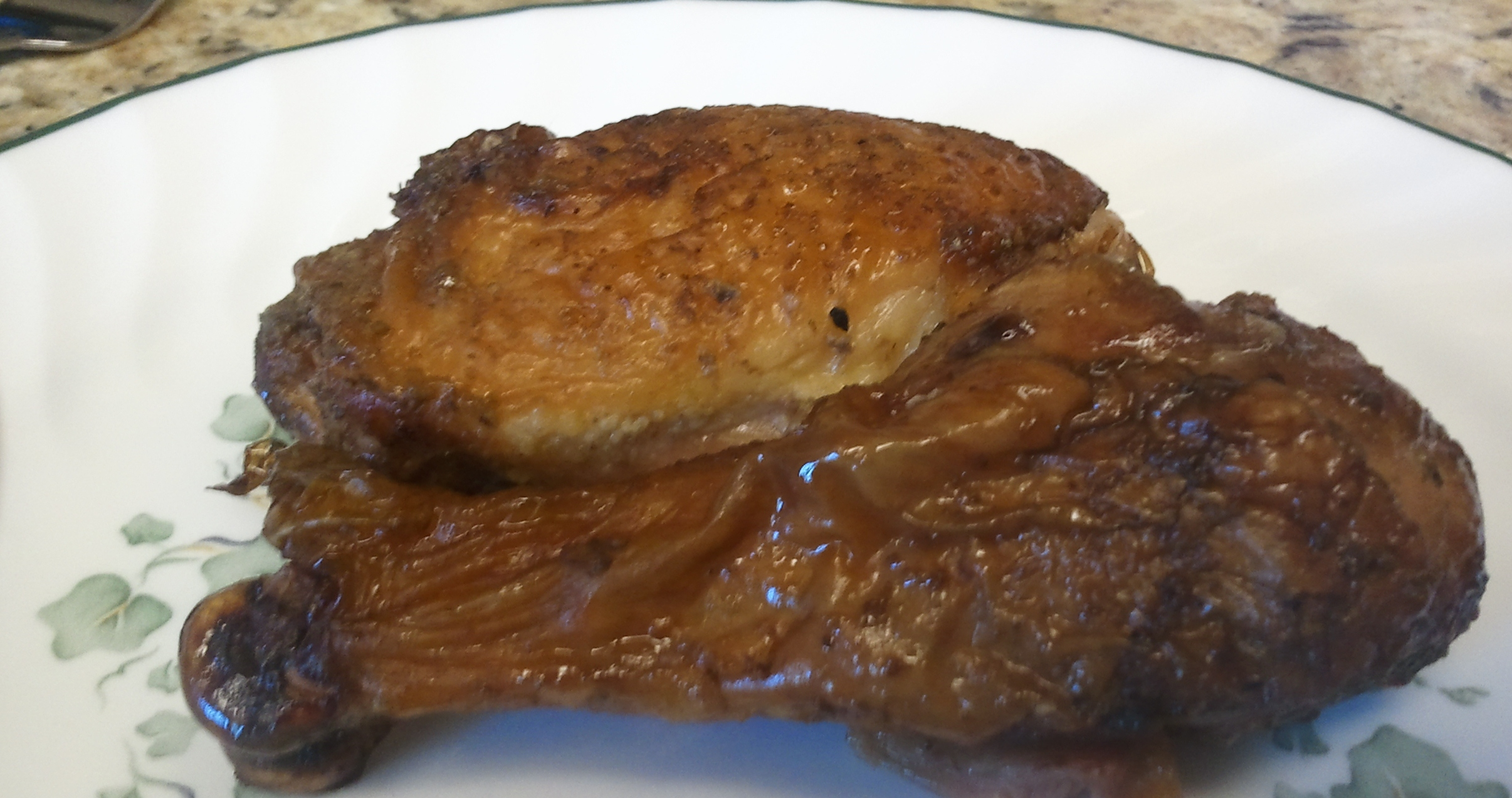
Poulet boucané.
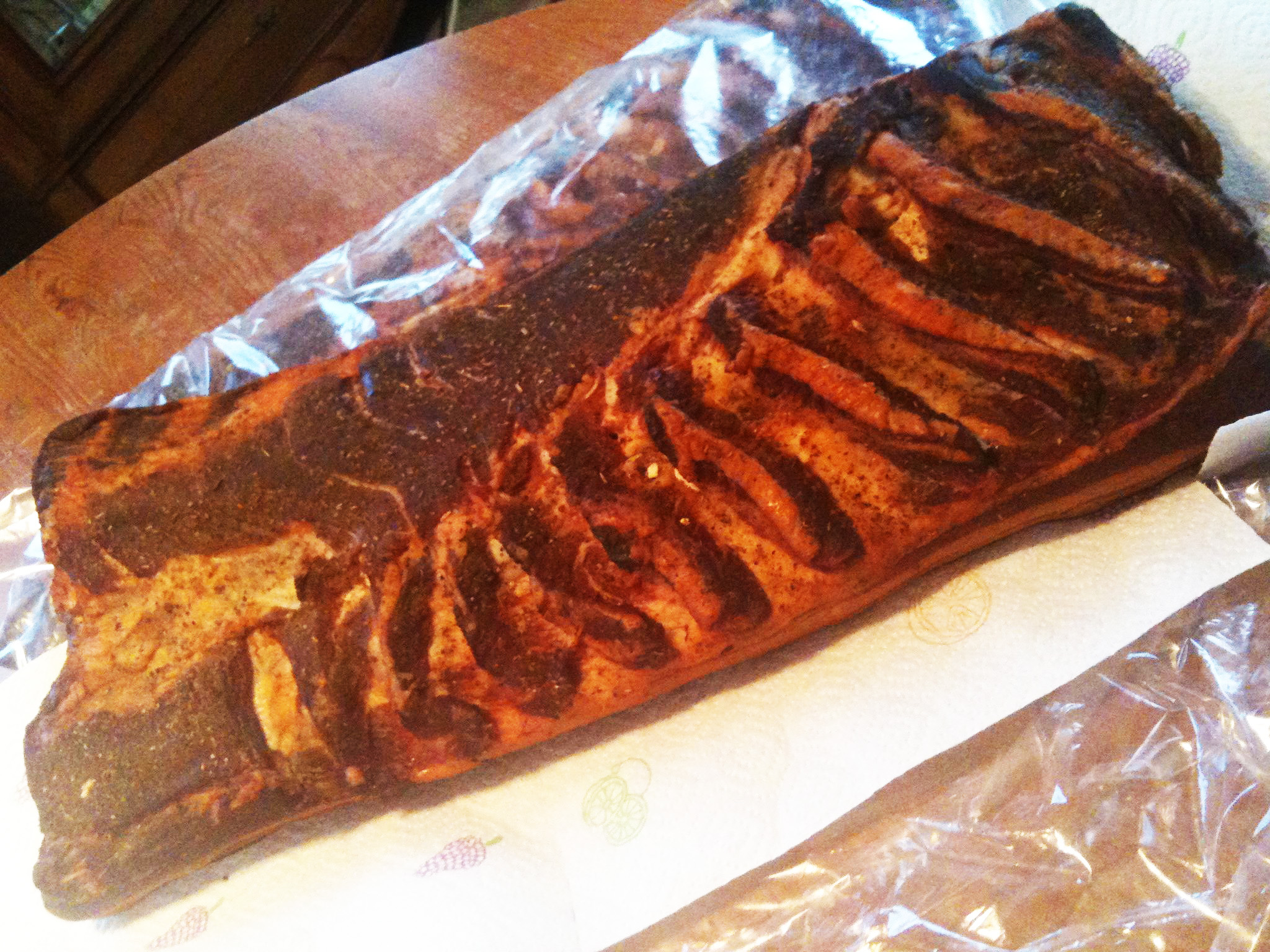
Travers de porc boucané.

## Histoire

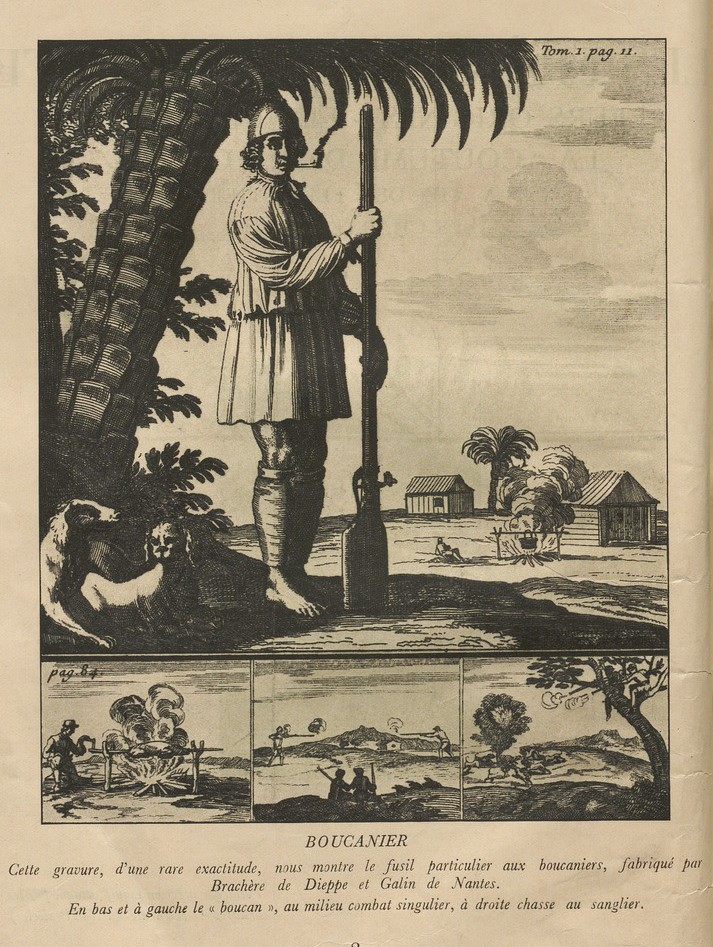
Gravure illustrant un boucanier parue dans Les "Freres de la Coste" de Maurice Besson en 1928

Par extension, le terme de boucanier a désigné un écumeur de mer, un pirate, après que les boucaniers se sont associés aux flibustiers sous le vocable de « Frères de la côte ». Il s'agit alors d'aventuriers, corsaires ou pirates, qui vivaient essentiellement du produit de leur chasse et de contrebande. Certains flibustiers, fatigués de la course, rejoignaient leurs rangs, alors qu'au contraire, certains boucaniers prenaient temporairement la mer sur les navires flibustiers de passage. Par la suite, la France les reconnut et leur envoya un gouverneur en 1665.
Les boucaniers furent ainsi à l’origine de la colonie française de Saint-Domingue, qui deviendra quelque temps plus tard, sous le nom d’Haïti, la première nation « noire » du monde moderne. Une nation d’anciens esclaves, de parias et de rebelles, qui obtinrent leur indépendance dans le sang et la révolte, tout comme ces Frères de la côte qui furent leurs ancêtres…
On nomma également boucaniers les coupeurs de bois de teinture qui vivaient entre la baie de Campêche et le Honduras. Comme ceux de Saint-Domingue, ils pratiquaient la chasse, le travail du cuir et de la viande, et s’adonnaient à la flibuste lorsque l’occasion s’en présentait. Au milieu du XVIIIe siècle, certains d’entre eux allèrent jusqu’en Argentine et en Uruguay, où les bovins lâchés par les Espagnols s’étaient multipliés, et y installèrent leurs abattoirs près des côtes. Ils devinrent par la suite de simples commerçants, allant jusqu’à acheter la viande de leur propre consommation à d’autres, par exemple dans les saladeros créés par les Espagnols, en la payant avec du rhum importé des Caraïbes.

## Mode de vie
Remarquables chasseurs, les boucaniers étaient aussi très à l’aise sur un bateau. De constitution solide et bien nourris, ils étaient redoutables combattants. Par ailleurs, ils étaient tous porteurs d’un fusil de quatre pieds de canon appelé le « fusil à giboyer », de qualité inégalée, comme le précise Exquemelin. La précision de leur tir permettait aux flibustiers de supprimer à distance une bonne partie de l’équipage adverse, ce qui évitait l'abordage ou à se risquer trop près des canons ennemis. Ces fusils se chargeaient d’une manière exceptionnellement rapide pour l’époque et pouvaient tirer trois coups pendant qu’un fusil militaire n’en tirait qu’un seul. La poudre, de première qualité et également fabriquée tout exprès pour eux, venait de Cherbourg ; on l’appelait « poudre de boucanier » et elle se conservait dans des calebasses ou tubes de bambou bouchés à la cire. Les flibustiers, souvent anciens boucaniers, étaient accrochés en haut des mâts et décimaient leurs adversaires avec une facilité déconcertante.
Organisés en marge de la société, les boucaniers vivaient retirés, mais non en autarcie. Ils étaient bien introduits dans le marché économique, vendant viande, cuir et tabac, tandis qu’ils s’approvisionnaient en armes, munitions, vêtements et autres. Certains d’entre eux développèrent même leur propre réseau de correspondants en Europe, avec des associés ou des parents, devenant ainsi de véritables entrepreneurs de chasse. Très solidaires entre eux, ils n’eurent jamais de chefs ni de protecteurs.

## Fin du mouvement
Au moment de leur apogée, vers 1665-1667, les boucaniers étaient entre 800 et 1000 à chasser sur Saint-Domingue, évoluant en symbiose avec leurs frères flibustiers, au point qu’avec le temps ces deux termes en vinrent à se mélanger sous l’appellation générique de Frères de la côte. En anglais, on désigne d’ailleurs les flibustiers sous le nom générique de Buccaneers. À la fin du XVIIe et au tournant du siècle, leurs aventures respectives finirent d’ailleurs par n’en faire plus qu’une : dès 1694, la colonie de l'île de la Tortue se vida complètement et les Espagnols trouvèrent enfin la parade pour se débarrasser des boucaniers : ils décimèrent le gibier et les chasseurs furent obligés de se convertir en flibustiers ou de se noyer dans la masse des colons.

## Organisation libertaire
Dans son livre La Voile noire, Mikhaïl W. Ramseier affirme que s'il est difficile de considérer la piraterie européenne comme un mouvement uni et solidaire, regroupé autour d’un idéal et d’une morale libertaires, comme le prétendent des auteurs engagés tels Gilles Lapouge ou Michel Le Bris, il est en revanche certain que s’il est possible de parler d’une forme de contre-société organisée, ce sont les Frères de la côte, et en particulier les boucaniers, qui l’incarnent le plus clairement.